# TPRG1
TPRG1 (англ. Tumor protein p63 regulated 1) – білок, який кодується однойменним геном, розташованим у людей на 3-й хромосомі. Довжина поліпептидного ланцюга білка становить 275 амінокислот, а молекулярна маса — 31 230.
| 10         |  | 20         |  | 30         |  | 40         |  | 50         |
| ---------- |  | ---------- |  | ---------- |  | ---------- |  | ---------- |
| MSTIGSFEGF |  | QAVSLKQEGD |  | DQPSETDHLS |  | MEEEDPMPRQ |  | ISRQSSVTES |
| TLYPNPYHQP |  | YISRKYFATR |  | PGAIETAMED |  | LKGHVAETSG |  | ETIQGFWLLT |
| KIDHWNNEKE |  | RILLVTDKTL |  | LICKYDFIML |  | SCVQLQRIPL |  | SAVYRICLGK |
| FTFPGMSLDK |  | RQGEGLRIYW |  | GSPEEQSLLS |  | RWNPWSTEVP |  | YATFTEHPMK |
| YTSEKFLEIC |  | KLSGFMSKLV |  | PAIQNAHKNS |  | TGSGRGKKLM |  | VLTEPILIET |
| YTGLMSFIGN |  | RNKLGYSLAR |  | GSIGF      |  |            |  |            |

A: Аланін

C: Цистеїн

D: Аспарагінова кислота

E: Глутамінова кислота

F: Фенілаланін

G: Гліцин

H: Гістидин

I: Ізолейцин

K: Лізин

L: Лейцин

M: Метіонін

N: Аспарагін

P: Пролін

Q: Глутамін

R: Аргінін

S: Серин

T: Треонін

V: Валін

W: Триптофан

Локалізований у цитоплазмі.